# 他人の外套
『他人の外套』（たにんのがいとう、His Trysting Place）は、1914年公開の短編サイレント映画。キーストン社による製作で、主演・監督はチャールズ・チャップリン。1971年に映画研究家ウノ・アスプランドが制定したチャップリンのフィルモグラフィーの整理システムに基づけば、チャップリンの映画出演32作目にあたる。別邦題は『逢引きの場所』、『他人のコート』。

## あらすじ

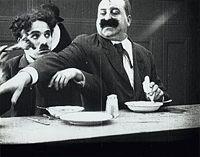

メーベルは、赤ん坊の哺乳瓶を買う夫のチャーリーを店まで送り、アンブローズ（マック・スウェイン）は別の場所で愛人にあてた手紙を書いていた。2人はレストランでたまたま出会ったが、その際に互いのコートを間違って着て帰った。家に帰ったあと、メーベルはチャーリーが着て帰ってきたコートから、アンブローズが書いたラブレターを発見し、不倫を疑ってチャーリーを責め立てた。一方、アンブローズの妻（フィリス・アレン）もアンブローズが着て帰ってきたコートから、チャーリーが買った哺乳瓶を見つけ、隠し子を疑ってアンブローズを責めるのであった。

## キャスト
- チャールズ・チャップリン - 夫
- メーベル・ノーマンド - チャーリーの妻
- マック・スウェイン - アンブローズ
- フィリス・アレン - アンブローズの妻

ほか